# رادیو سنگری
رادیو سنگری یک رادیو موقتی است که توسط سربازان در جنگ جهانی دوم برای سرگرمی ساخته شده بود، برای گوش دادن به ایستگاه‌های رادیویی محلی. آن‌ها ابتدا در نبرد آنزیو، ایتالیا گزارش شدند و بعداً در سراسر اروپا و جنگ اقیانوس آرامپخش شدند. رادیو سنگری یک رادیو کریستالی خام بود که از تیغ ریش‌تراش به عنوان  آشکارساز موج رادیویی استفاده می‌کرد و تیغ آن را به عنوان کریستال و یک سیم، سنجاق قفلی یا بعداً از یک مداد به عنوان سیبیل گربه (نوعی آشکارساز کریستالی) استفاده می‌کرد. نسخه‌های دیگر مشابه برای آشکارساز میکروفونِ دیوید ادوارد هیوز بود که در اوایل دوران رادیو مورد استفاده قرار می‌گرفت. رادیوهای فاکسول به این دلیل ساخته شده‌اند که سربازان اجازه ندارند رادیوی معمولی لامپی داشته باشند، زیرا گیرنده‌های بازتولید و سوپرهیترودین زمان تابش‌شده امواج رادیویی که می‌توانند موقعیت خود را به دشمن فاش کنند، را دارند. رادیو سنگری هیچ منبع تغذیه‌ای نداشت و بدون منبع از ایستگاه رادیو را دریافت می‌کرد، بنابراین امواج رادیویی ساطع نمی‌کند. آن‌ها، احتمالاً از سوی مطبوعات، برای سنگر، موقعیت جنگی دفاعی مورد استفاده در طول جنگ نامگذاری شده‌اند. همچنین از زندانیان جنگ در جنگ جهانی دوم و جنگ ویتنام که رادیوهای سنگری ساخته‌اند، گزارش‌کرده‌اند.